# ماديسيمو
ماديسيمو ( النطق الإيطالي: [maˈdɛːzimo, maˈdeːzimo] ، سميت المعزولة (ايسولاتو) حتى عام 1983) هي بلدية في مقاطعة سندرية في منطقة لومبارديا الإيطالية تقع على بعد حوالي 110 كيلومتر (68 ميل) شمال ميلانو وحوالي 50 كيلومتر (31 ميل) شمال غرب سندرية، على الحدود مع سويسرا .

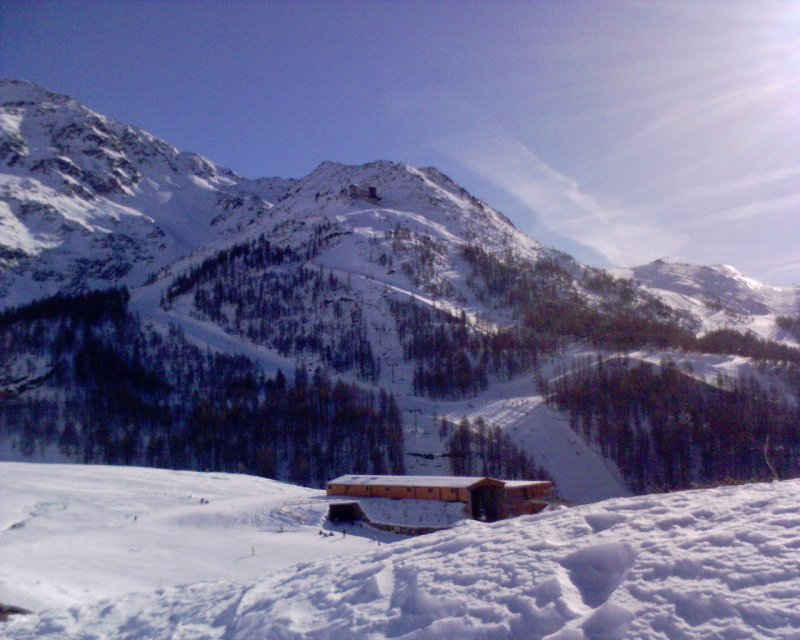
ماديسيمو في فصل الشتاء

ماديسيمو تقع على حدود البلديات التالية: كامبودولسينو, فيريرا (سويسرا)، ميديلز إم راينوالد (سويسرا) ، ميسوكو (سويسرا) ،بيورو, سبلوجن (سويسرا) ، سوفرس (سويسرا).
تعد ماديسيمو مكانًا شهيرًا للرياضات الشتوية والعطلات الصيفية ، وتوفر مجموعة متنوعة من المنحدرات والتلال لكل من رياضة التزلج والتزحلق على الجليد . تضم ماديسيمو أكثر من 30 منحدرًا تتراوح من مستوى للمبتدئين إلى مستوى للمحترفين. تعد كانالون من بين المنحدرات الموجودة في ماديسيمو; وهو منحدر خارج المسار يعد من أكثر المنحدرات خطورةً في جبال الألب. خلال فترة الصيف هناك العديد من المسالك والممرات الممهدة التي يمكن التنزه عليها سيرًا على الأقدام والتي تقود لقمم الجبال. ومن هنا يأتي الشاعر التوسكاني جوزويه كاردوتشي بحثًا عن مصدر إلهام لأعماله. تم تسمية الشارع الرئيسي في ماديسيمو باسمه.

## روابط خارجية
- - ويكيميديا
- Official website
- Selection of videos of skiing in Madesimo نسخة محفوظة 29 سبتمبر 2008 على موقع واي باك مشين.